# زیردریایی یو-۷۵۸
زیردریایی یو-۷۵۸ (به انگلیسی: German submarine U-758) یک زیردریایی است که طول آن ۶۷٫۱ متر (۲۲۰ فوت ۲ اینچ) می‌باشد. این زیردریایی در سال ۱۹۴۲ ساخته شد.